# Seleção Palauana de Futebol
A Seleção Palauana de Futebol representa Palau nas competições de futebol. Entretanto, o país não é membro da FIFA, e por este motivo não pode disputar a Copa do Mundo.
Também não é membro da Confederação de Futebol da Oceania, e consequentemente não pode disputar a Copa das Nações da OFC. Em sua história, venceu 5 jogos, empatou um e perdeu 9, marcando 41 gols e sofrendo 59.
O time de Palau competiu nos Jogos da Micronésia em 1998, disputados na ilha, ganhando 2 jogos e perdendo outros dois. Voltou a disputar o torneio em 2014, ficando em segundo lugar e em 2018 quando conquistou o terceiro lugar.

## Recordes
- Atualizado até 23 de julho de 2018

| # | Jogador             | Partidas | Gols | Período na seleção |
| - | ------------------- | -------- | ---- | ------------------ |
| 1 | Stephen Stefano     | 6        | 5    | 1998               |
| 2 | Armando Canseco     | 4        | 2    | 2014               |
| 2 | Charles Reklai      | 4        | 3    | 2014               |
| 2 | Christian Nicolescu | 4        | 1    | 2014               |
| 2 | Mohoshin Miah       | 4        | 1    | 2014               |
| 2 | Robert Bishop Jr.   | 4        | 1    | 2014               |

| # | Jogador             | Gols | Partidas | Média por jogo | Período na seleção |
| - | ------------------- | ---- | -------- | -------------- | ------------------ |
| 1 | Stephen Stefano     | 5    | 6        | 0.83           | 1998               |
| 2 | Charles Reklai      | 3    | 4        | 0.75           | 2014               |
| 3 | Armando Canseco     | 2    | 4        | 0.5            | 2014               |
| 4 | Christian Nicolescu | 1    | 4        | 0.25           | 2014               |
| 4 | Mohoshin Miah       | 1    | 4        | 0.25           | 2014               |
| 4 | Robert Bishop Jr.   | 1    | 4        | 0.25           | 2014               |